# Kosov (lom)

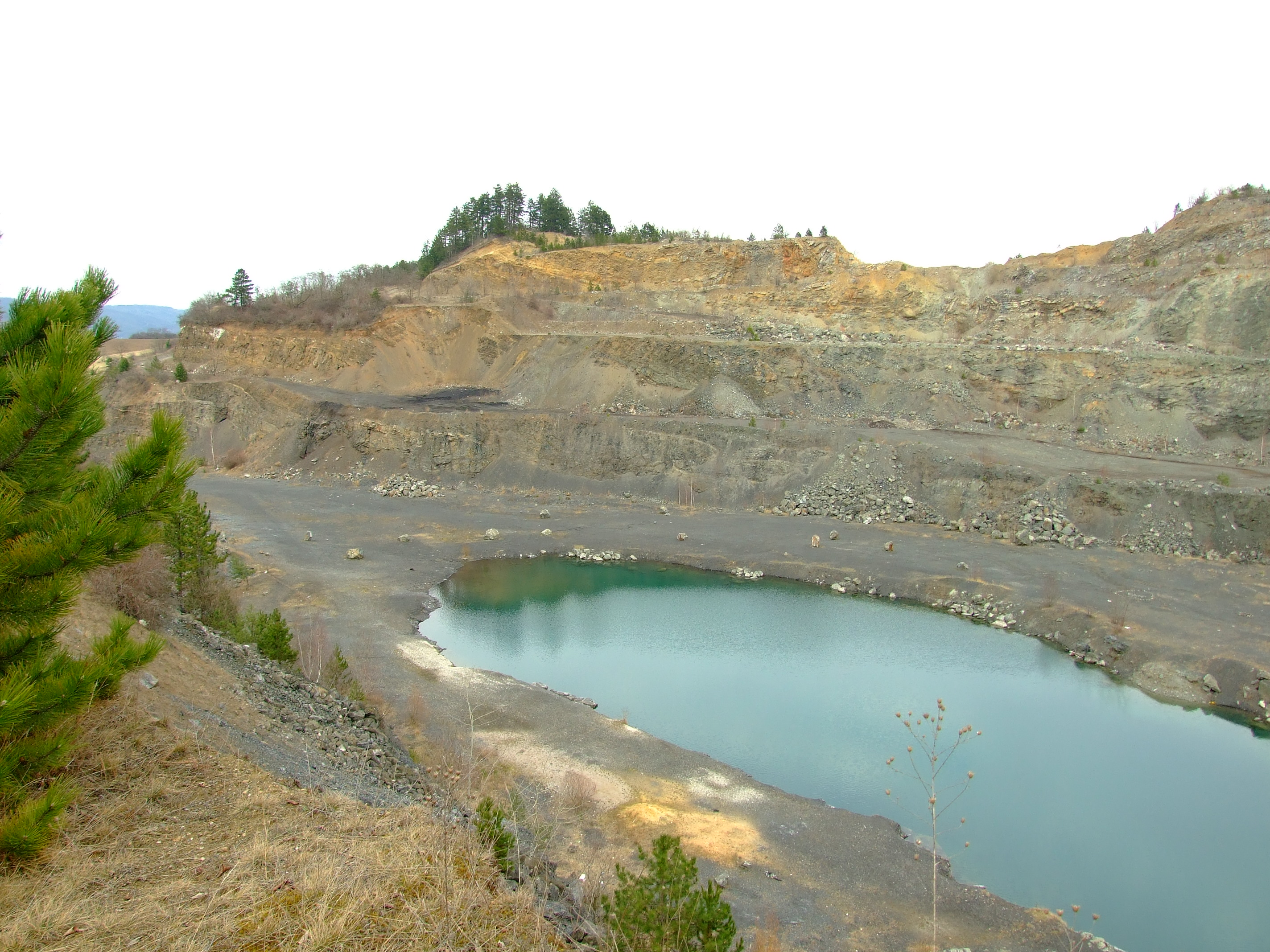
Celkový pohled na lom Kosov

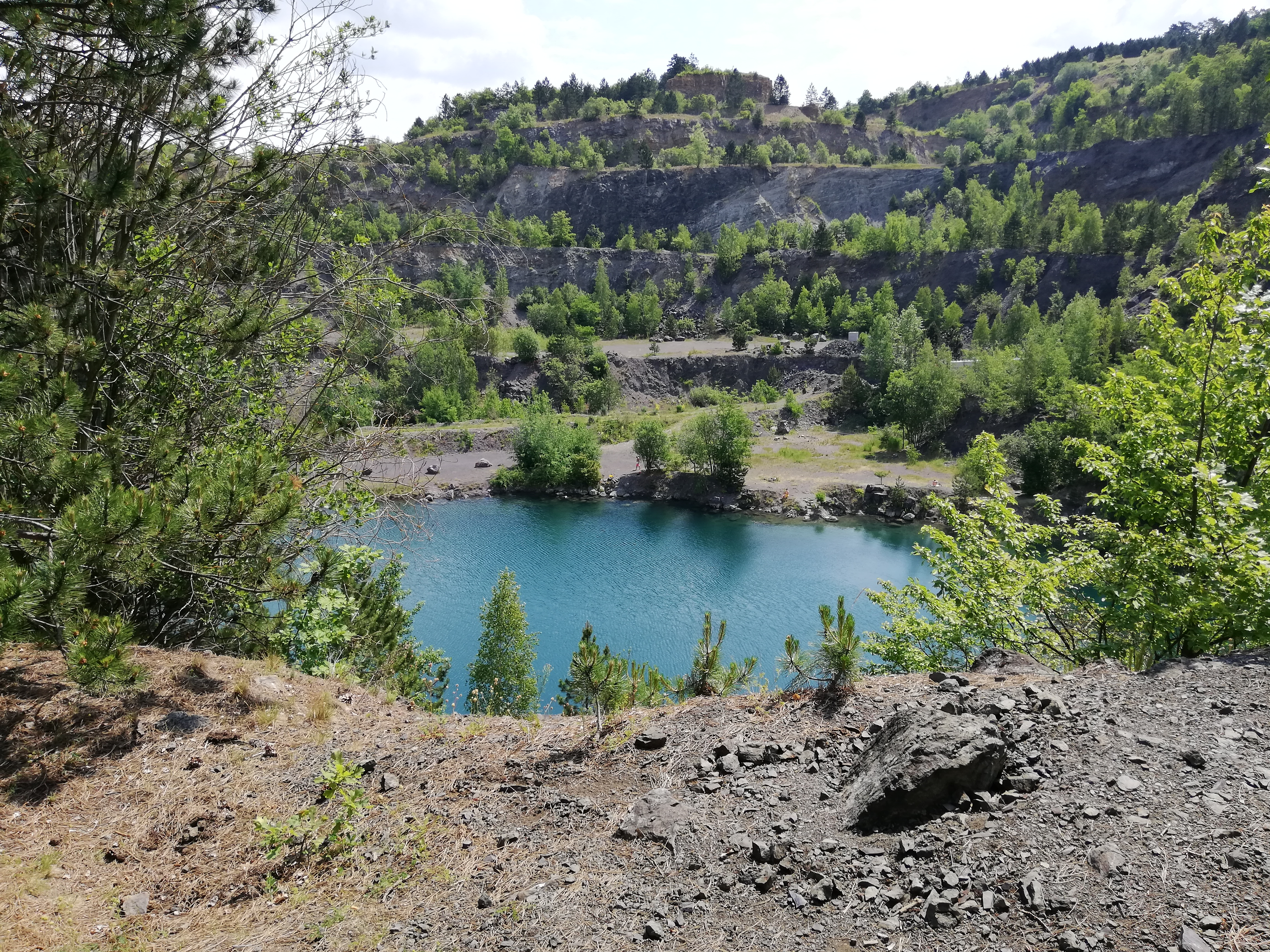
Pohled ze západního okraje lomu Kosov na jezero a lomové etáže na jeho protilehlé straně

Lom Kosov je opuštěný vytěžený vápencovo–břidlicový lom nacházející ve středočeském kraji (v CHKO Český Kras) asi 3,5 kilometrů od vlakového nádraží v Berouně nedaleko od osady Jarov. Lokalita je tvořena sedmi lomovými patry a silně elipticky protaženým (v severojižním směru) jezerem na dně. Ačkoliv zde byla těžba kamene ukončena (a postupně dochází k zavážení lomu), vstup do lokality není široké veřejnosti povolen a v jezírku platí zákaz koupání. Lom byl založen nedalekou cementárnou v Králově Dvoře v roce 1909 a její provoz dlouhou dobu zásoboval zde těženými silurskými vápenci a břidlicemi, které byly používány jako korekční surovina při výrobě cementu. Vápence se nacházely v horních etážích lomu, zatímco břidlice se vyskytovala převážně v okolí jezera. Lokalita je paleontologicky známá výskytem zkamenělin hlavonožců a pravěké mořské fauny. Provozovatelem lomu Kosov je Velkolom Čertovy schody, a.s. se sídlem v Tmani.

## Historie
Lom Kosov byl založen nedalekou cementárnou v Králově Dvoře v roce 1909. Králodvorská cementárna používala k výrobě hlavně čisté devonské koněpruské vápence a jako korekční surovinu k nim míchala silurské vápence a břidlice. Korekční surovinu těžila cementárna až do 80. let 20. století v lomu Kosov. (V 90. letech 20. století pak začala ke „korekci“ využívat těžební odpad z Velkolomu Čertovy schody.) Období intenzivní těžby korekční suroviny v lomu Kosov probíhalo v letech 1909 až 1941.
Prvotní doprava vytěženého materiálu byla založena na koňských povozech, teprve v roce 1911 byl transport usnadněn výstavbou nákladní visuté lanové dráhy, která spojovala lom s cementárnou. Motorová pohonná jednotka lanovky byla umístěna v lomu Kosov, zatímco napínací zařízení se nacházelo v Králově Dvoře. Podpěrné sloupy lanové dráhy byly zhotoveny ze dřeva.
Proces těžby v tehdy již dostatečně „otevřené frontě“ lomu Kosov usnadňoval kolejový parní nakladač. Ten se pohyboval podél lomové stěny po kolejové dráze s níž byla paralelně vedena ještě druhá dráha určená pro souběžný pohyb dřevěného zásobníku na materiál. Vedle dráhy pro zásobník vedla železniční drážka s úzkým rozchodem 65 centimetrů. Ta byla určena pro důlní vozíky s odnímatelnou korbou, kterou bylo možno zavěsit (bez překládání materiálu) přímo na lanovku. Vytěžené kamenivo se nejprve nakládalo do dřevěného zásobníku, jehož obsahem se následně plnily důlní vozíky (tím se eliminovaly prostoje a současně bylo zajištěno rovnoměrné plnění vozíků). Ke stanici lanovky se vozíky dopravovaly za pomoci koňské síly. S postupem doby došlo k zahloubení lomu a otevření další (nižší) etáže ve vrstevnici pod úrovní stanice lanovky. Vozíky s materiálem z této etáže se vytahovaly ke stanici lanovky vzhůru šikmým řetězovým výtahem. K lámání suroviny ze skalní stěny lomu se používaly řízené exploze (trhací práce), později měli dělníci v lomu Kosov pro práci k dispozici vrtná kladiva poháněná stlačeným vzduchem z kompresoru.
Lanovka vedla z Králova Dvora přes lom Kosov až k Císařskému lomu u Koněprus (dnes – rok 2023 – je tento lom označován jako lom Čertovy schody). Trasu lanové dopravní dráhy tvořily dva úseky („I“ a „II“). Hlavní trať („I“) disponovala horní nakládací stanicí v lomu Kosov. Dolní vykládací stanice této trati se nacházela na východním okraji cementárny v Králově Dvoře. Druhý úsek trati („II“) vedl z lomu Kosov do Císařského lomu u Koněprus a byl zprovozněn nejspíš kolem roku 1917. Stanice lanovky v lomu Kosov se tak z koncové stala průběžnou. Koncová stanice v Císařském lomu byla umístěna v tunelu a lanová dráha před touto stanicí se do tunelu musela rovněž zanořit. V souvislosti s výstavbou nových provozů cementárny byl v roce 1927 spodní úsek lanovky („I“) rekonstruován.
Důkladnou rekonstrukcí ale prošla lanovka až v roce 1931, kdy byly dřevěné sloupy nahrazeny sloupy železnými. V rámci této akce byly zřízeny 4 nové sloupy a původní nosná i tažná lana byla nahrazena lany silnějšími. Rekonstruovaná lanovka měla rychlost pohybu vozíků 2,5 m/s a minimální rozvor (sled) vozíků byl 43 metrů. Každý vozík měl vlastní (prázdnou) hmotnost 522 kg a uvezl zátěž 670 kg. Jednoduchým výpočtem lze zjistit, že přepravní výkon lanovky byl 140 tun užitečného nákladu za hodinu. Provoz lanové dráhy byl ukončen v roce 1952 a do roku 1957 byla celá lanovka postupně demontována (likvidována).
V roce 1940 byl lom Kosov vybaven dieselovou lokomotivou typu RL 1c, která byla zakoupena od firmy Orenstein a Koppel. V roce 1941 byla k lomu Kosov přistavěna malá dřevěná remíza, ale v tomto roce zároveň nastal silný útlum těžby.
Od roku 1941 začala cementárna v Králově Dvoře využívat k těžbě korekční suroviny lom „Břidla“, který se nacházel přímo nad cementárnou. V roce 1941 tak došlo k útlumu těžby surovin v lomu Kosov, kde se tehdy nacházely dvě etáže. Těžba v lomu Kosov byla ukončena v roce 1954 vzhledem k nepříznivým geologickým podmínkám v lokalitě. V 50. letech 20. století byl západně od lomu Kosov založen nový lom pojmenovaný jako „Kosov–západ“, který byl s cementárnou spojen dopravní štolou. Tento „tunel“ měl délku 815 metrů a byl v něm umístěn pásový dopravník zajišťující transport vytěženého materiálu do cementárny. Těžba v lomu Kosov–západ byla ukončena v roce 2003 současně s koncem výroby cementu v Králově Dvoře. (Lom Kosov–západ je ve stavu zajištění.))

## Geologie a paleontologie

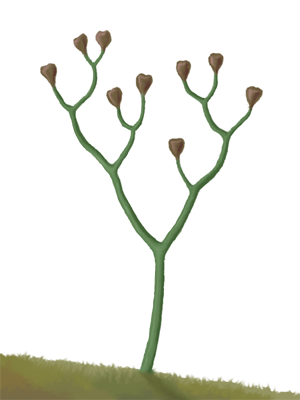
Umělecká rekonstrukce vyhynulého rodu suchozemských vyšších rostlin rodu Cooksonia

Lom Kosov je významná a svým způsobem jedinečná geologická a paleontologická lokalita silurských hornin, které se tu vyskytují v sedmi lomových etážích (etáž číslo 1 je nejvyšší, etáž číslo 7 je na dně lomu, kde je jezero). V lomu byly odkryty především vápence a břidlice kopaninského souvrství. V nejvyšší části lomu byly nalezeny také nejmladší a nejmělčí polohy přídolského souvrství, kde jsou obsaženy důležité nálezy vyhynulých suchozemských primitivních cévnatých rostlin, tzv. psilofytů.
K vidění a nalezení jsou zde v lomu Kosov (v rozsahu všech sedmi lomových etáží) kompletní sledy černých břidlic, vápnitých břidlic s konkrecemi, celé škály vápenců, dále jsou zde významně zastoupeny vulkanické horniny, především bazaltové tufy, sopečné výlevy, charakteristické sopečné pumy a tufitické vápence. V lomu Kosov byly nalezeny a popsány zuhelnatělé zbytky rostliny rodu Cooksonia. (Jejich výskyt je svědectvím o tom, že zde byla souš hojně osídlena primitivními rostlinami již v siluru.)

### Graptolitová břidlice
Na úrovni sedmé etáže (dna) lomu Kosov, kde se nachází hladina jezera, byly těžbou odkryty černé vrstevnaté břidlice (motolské vrstvy liteňského souvrství) s množstvím graptolitů. Jedná se o typicky sedimentární horninu označovanou jako „graptolitová břidlice“. Graptolitová břidlice v lomu Kosov je datovaná do spodního siluru (stupeň wenlock, liteňské souvrství; stáří 433,4 – 427,4 milionů let) a je tvořena jílovým minerálem illitem s častou příměsí kaolinu a pyritu. Jedná se o tmavou, černou, jílovitou až prachovitou břidlici, která vznikla ve stojatých mělkých vodách širokých zálivů nebo vnitřních moří. Na dně takovýchto moří se nacházely vody s velmi nízkou hladinou kyslíku (tak zvané bezkyslíkaté – anoxické – prostředí), které dokonce mohly být navíc ještě občas „obohaceny“ sirovodíkem.
Graptoliti se objevili už ve středním kambriu (přibližně před 500 miliony let) a jejich poslední kolonie žily v karbonu (asi před 320 miliony let). Jednalo se o polostrunatce, jejichž tělo bylo složeno ze soustavy organických koster. Tyto kostry disponovaly typickými „zoubky“, ve kterých žili mikroskopičtí živočichové. Graptoliti, žijící volně v moři v podobě planktonu (graptoliti např. Cyrtograptus lundgreni, Monograptus flemingi), byli zaneseni do těchto mělčích bezkyslíkatých (někdy i „prosířených“, vysoce toxických) vod, hynuli zde a klesali ke dnu. Na dně chyběl kyslík, takže nedošlo k rozpadu jejich těl, nemohli být zdrojem něčí potravy a tak se zde stali složkami později vzniklých břidlic s obsahem planktonu. Celosvětové rozšíření graptolitů a četné jejich druhy, které žily zpravidla relativně krátce, jsou dobrým stratigrafickým indikátorem (ukazatelem) pro určování a vzájemné porovnání stáří jednotlivých geologických vrstev silurských a devonských hornin. Graptoliti a mořské řasy představují končící projevy anoxické události (ve spodním siluru), kdy v hloubi oceánu kompletně vymizel kyslík a v důsledku toho došlo k významnému snížení biodiverzity v mořích.

Příklady graptolitových břidlic (ilustrační fotografie)
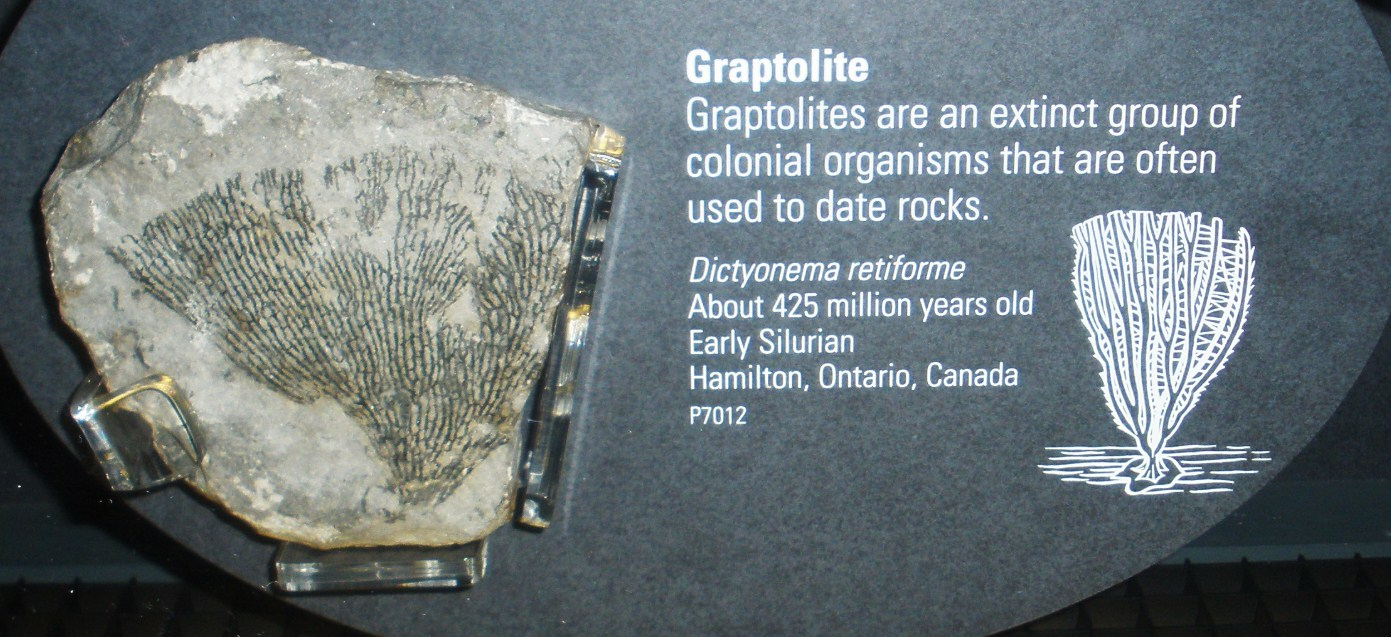
Fosilie vyhynulého graptolita (Dictyonema) ze sbírek Přírodovědného muzea v Londýně
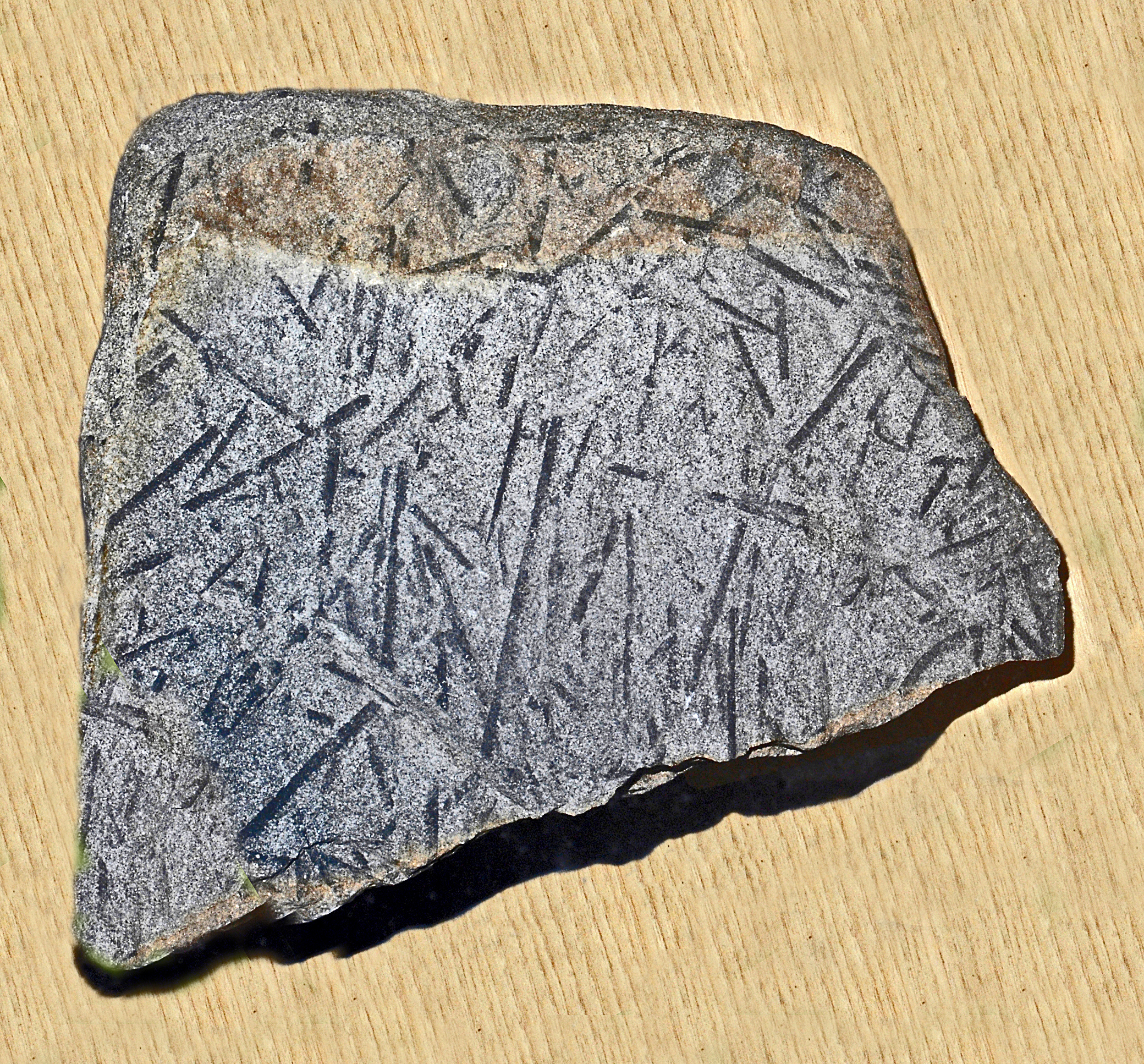
Fosilie Monograptus flemingi ze sbírek Museo Paleontologico Lai, Ceriale, Savona, Itálie
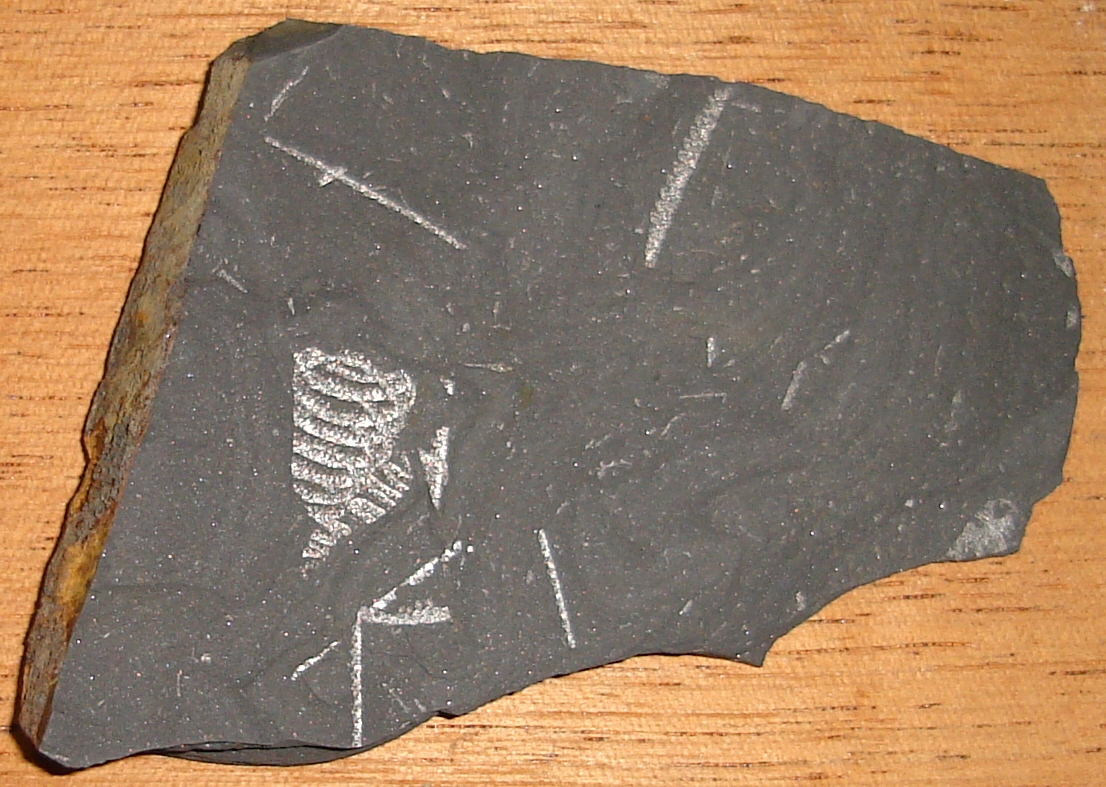
Spirograptus turriculatus na malém kousku břidlice. Šířka na horním konci 11,3 mm. Černá břidlice pozdně Llandoverské epochy, Litohlavy, Čechy[p. 9]
Graptolity. Spirograptus spiralis, na břidlici. Silur z Guadalajary (Španělsko).

### Vápnité konkrece
V lomu Kosov byly nalezeny ve spodním patře (7. etáži) ve skalní stěně vápnité konkrece (datované do spodního siluru, stupeň wenlock, liteňské souvrství; stáří 433,4 – 427,4 milionů let). Jedná se o pevné, tvrdé, ohraničené útvary (minerální agregáty) různé velikosti (5 až 50 centimetrů) a různého tvaru (elipsoidální, kulovitý až diskovitý) s hladkými povrchy. Výskyt takovýchto konkrecí je častý právě v graptolitových břidlicích; konkrece obsahují často minerál pyrit, ale fosilie se v konkrecích nalézají jen velice vzácně. Pokud jsou tyto konkrece zvětralé, lze na nich pozorovat původní průběh vrstevnatosti. Konkrece jsou sedimentární struktury, vznikaly velmi mělce pod povrchem v nezpevněných sedimentech, které byly nasyceny migrujícími roztoky, ze kterých se vysrážel minerál kalcit. Tento proces v nezpevněných horninách na mořském dně probíhal během rané diageneze (tj. během procesů měnících minerální složení, strukturu a texturu sedimentů od jejich uložení až po jejich zvětrávání). Nejprve se v místě s odlišnými fyzikálně-chemickými podmínkami vytvořilo (v sedimentárních horninách) jádro konkrece kolem kterého postupně přirůstaly další a další vrstvy kalcitu obsaženého v nasycených minerálních roztocích.

Příklady vápnitých konkrecí (ilustrační fotografie)
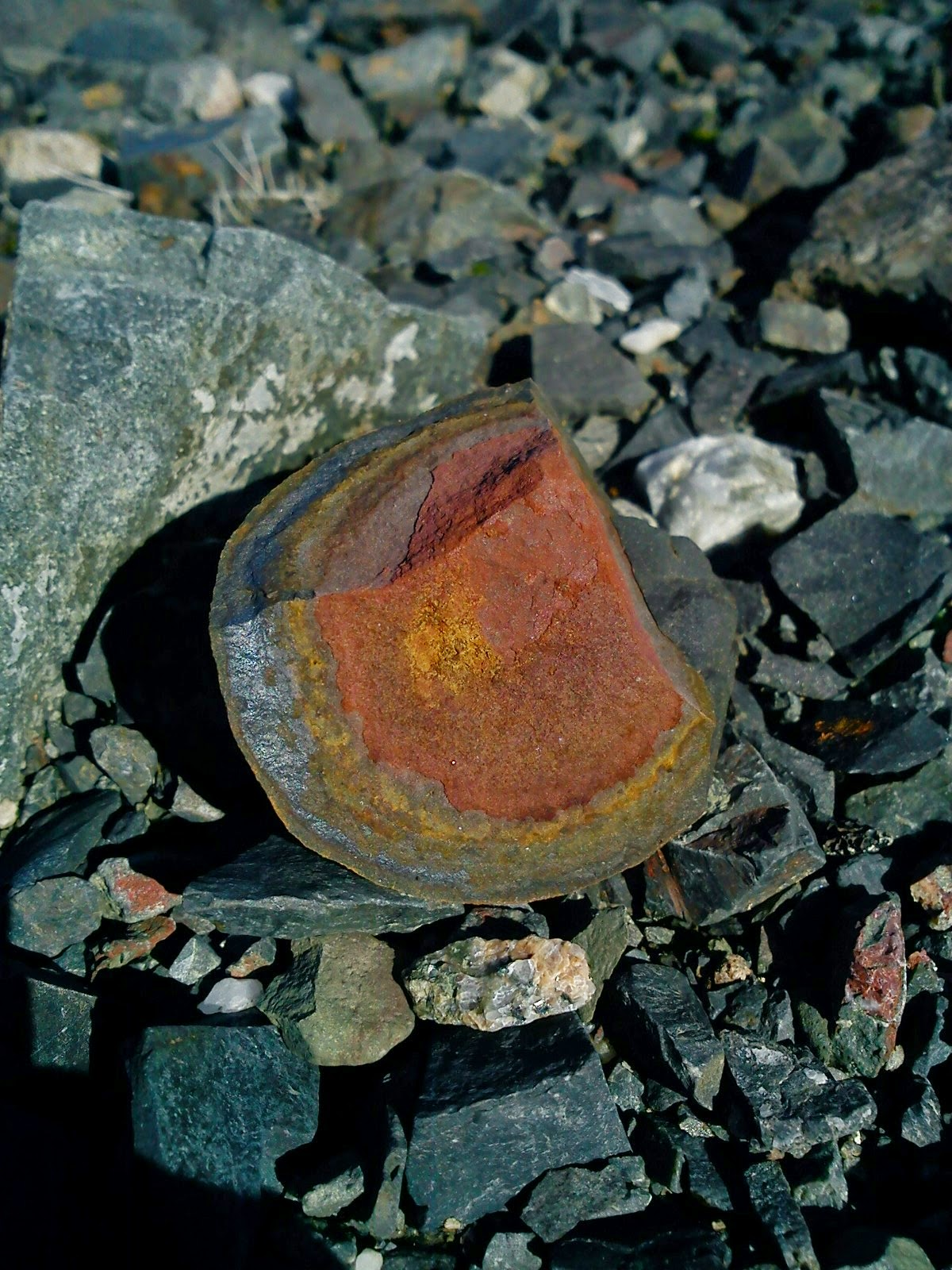
Vápnitá konkrece nalezená na odvalu bývalého uranového dolu, šachta číslo 16, Háje, Příbram.
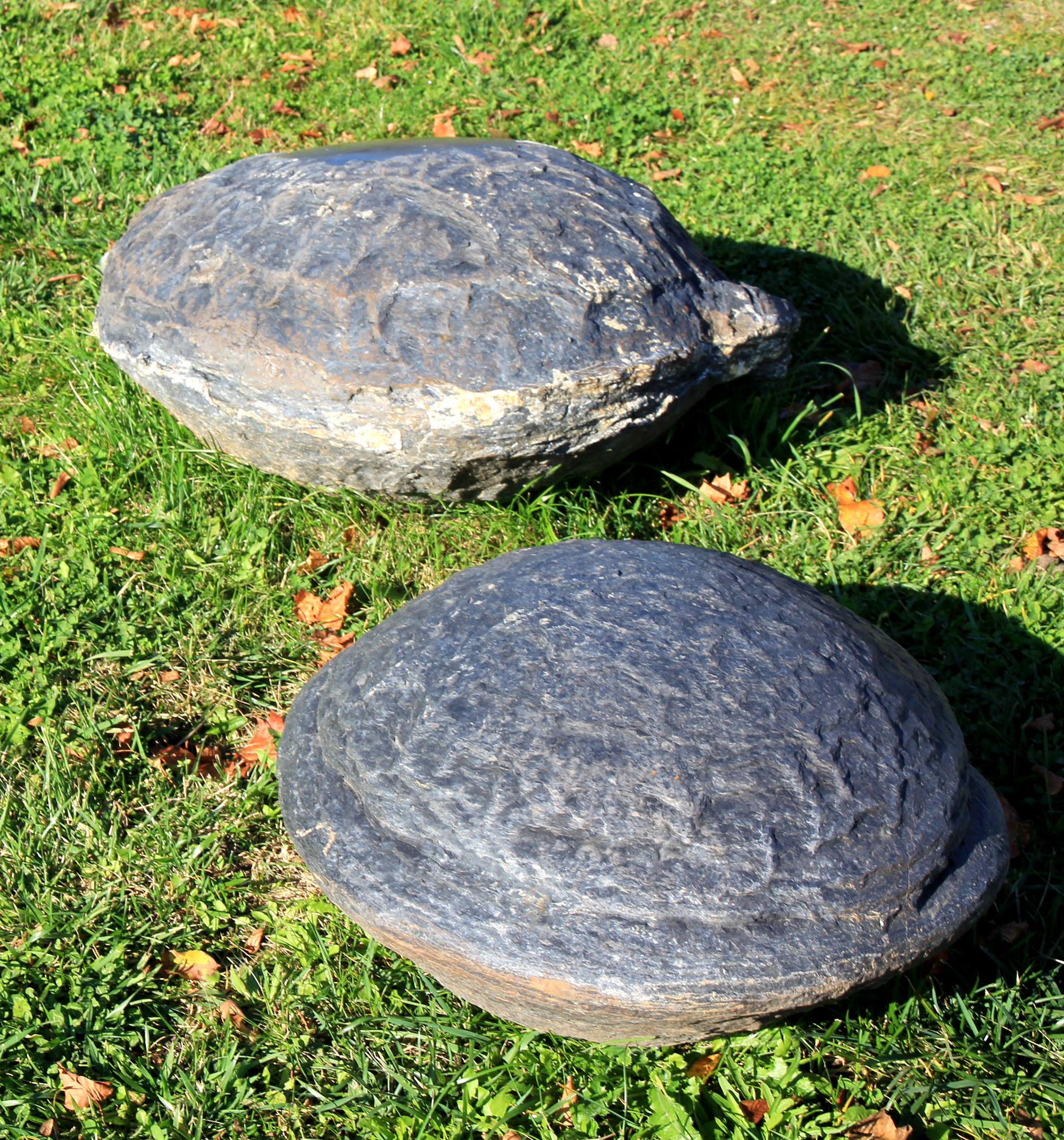
Pyrito-vápnité konkrece z malého ostrova na řece Vltavě v Praze
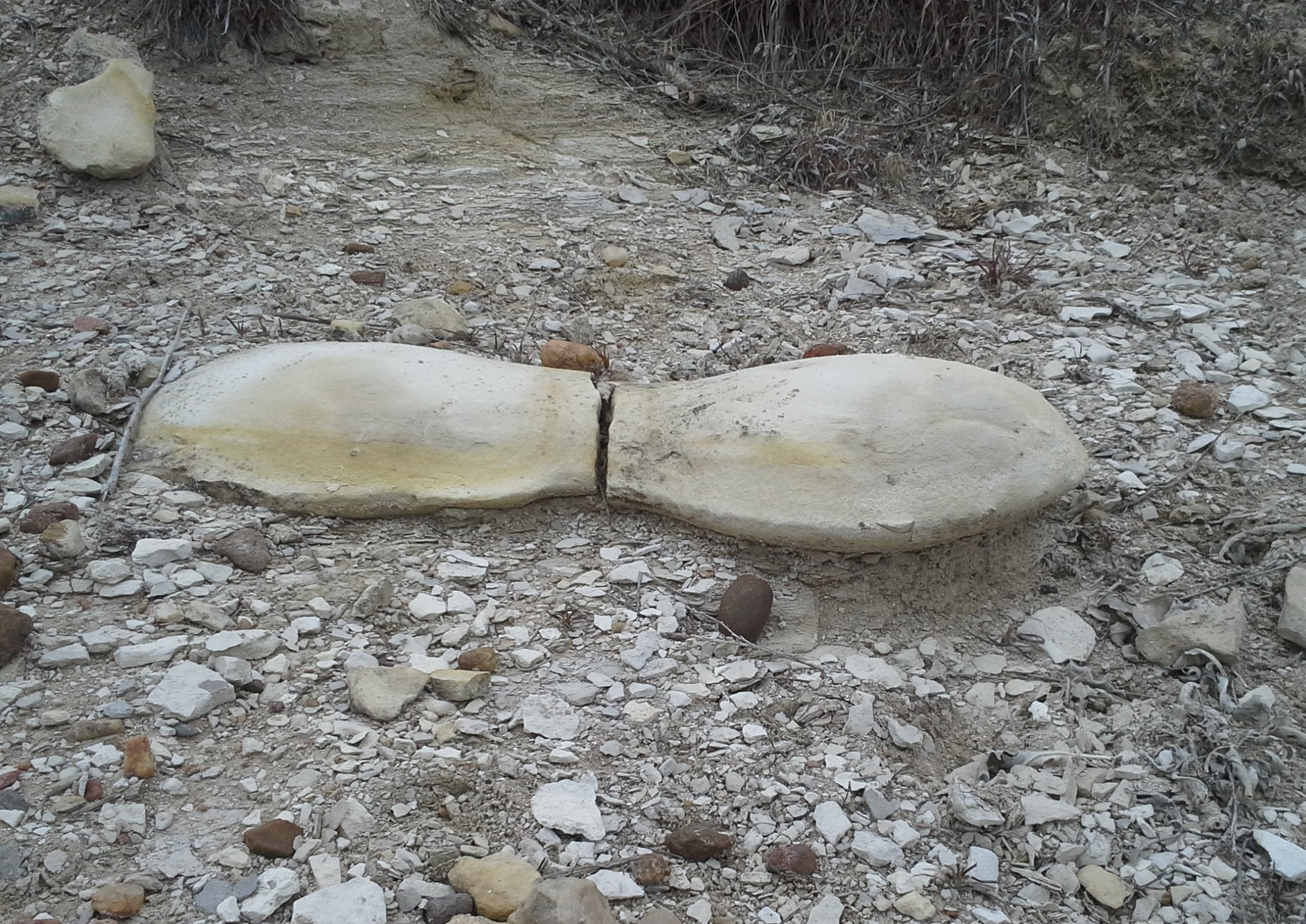
Zploštělé, sféroidní, diskoidní nebo „polštářovité“ vápencové konkrece z Pfeiferských břidlic (Kansas, USA)

### Ortocerový vápenec
V lomu Kosov byla (v horní etáži) objevena místa, kde se nacházel organodetritický vápenec tvořený silurskými usazeninami bohatými na zkameněliny hlavonožců. (Geologicky je tento druh vápence řazen do svrchního siluru, stupeň Ludlow, kopaninské souvrství; stáří 420 milionů let). Tento bioklastický vápenec s bohatým fosilním obsahem schránek hlavonožců (ortocerový vápenec) je někdy nazýván též jako „hlavonožcový vápenec“. Tyto druhy vápence vznikaly nahromaděním vápnitých schránek hlavonožců, které klesaly (po odumření živočichů) na mořské dno. Schránky menších hlavonožců unášeny vodním prouděním byly prostorově orientovány a usměrněny do určitých dominantních směrů a míst. V Barrandienu vytvářely hlavonožcové vápence masivní lavice. (Někdy jsou tyto útvary označovány jako hlavonožcové lavice nebo orthocerové lavice.) Takovéto horniny většinou obsahují i některé další fosilie (např. ramenonožce a Trilobiti|trilobity) a také jistý omezený podíl vulkanogenních příměsí (tj. příměsí, které vznikly vulkanickou činností nebo s vulkanickou aktivitu nějakým způsobem souvisí). Hlavonožcové vápence vznikaly na okraji (periferii) podmořských vulkánů (nebo jejich center) v relativně mělčích a teplých dnech pánví, v moři tropického pásma jižní polokoule. Vznikem byly vázány na mělkovodní prostředí a oblasti s intenzivní sopečnou činností, kde došlo ke změlčení moře vlivem nahromadění sopečných produktů na mořském dně.

Příklady hlavonožců (ilustrační fotografie)
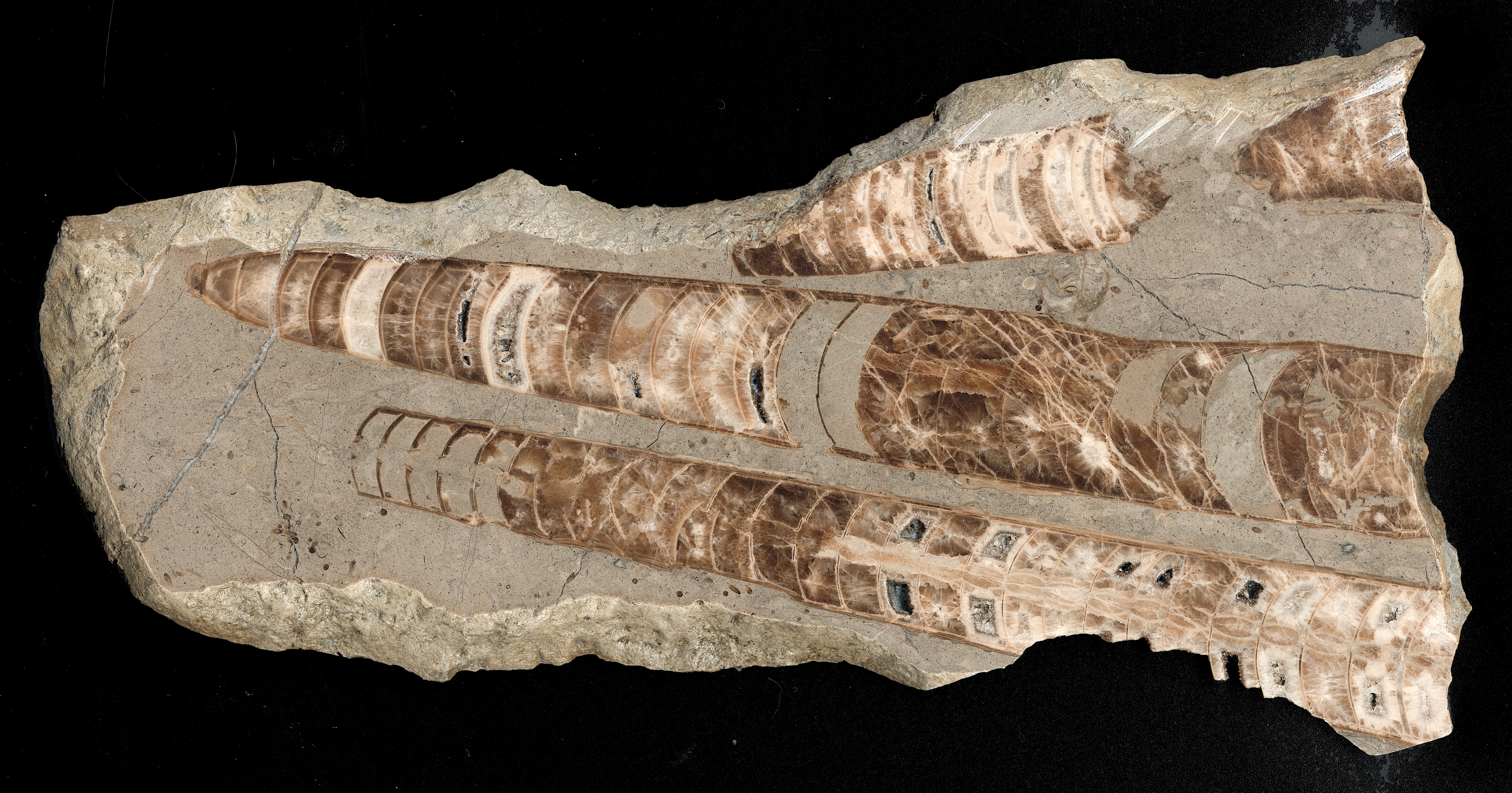
Orthocas z období siluru (Gotland, Švédsko, leštěný řez, velikost 28 cm)
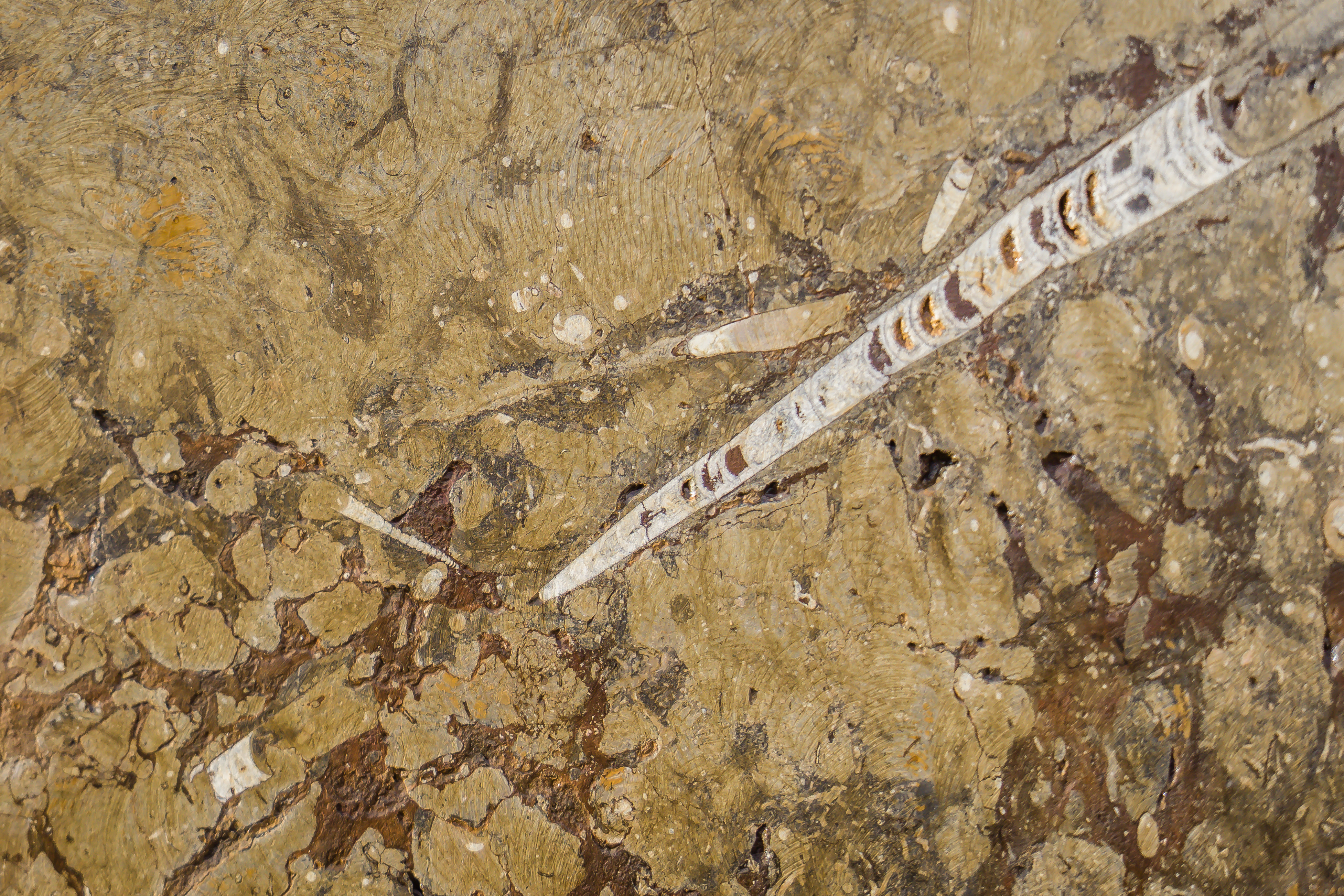
Zkameněliny rodu Orthocera (Sahara; Maroko)
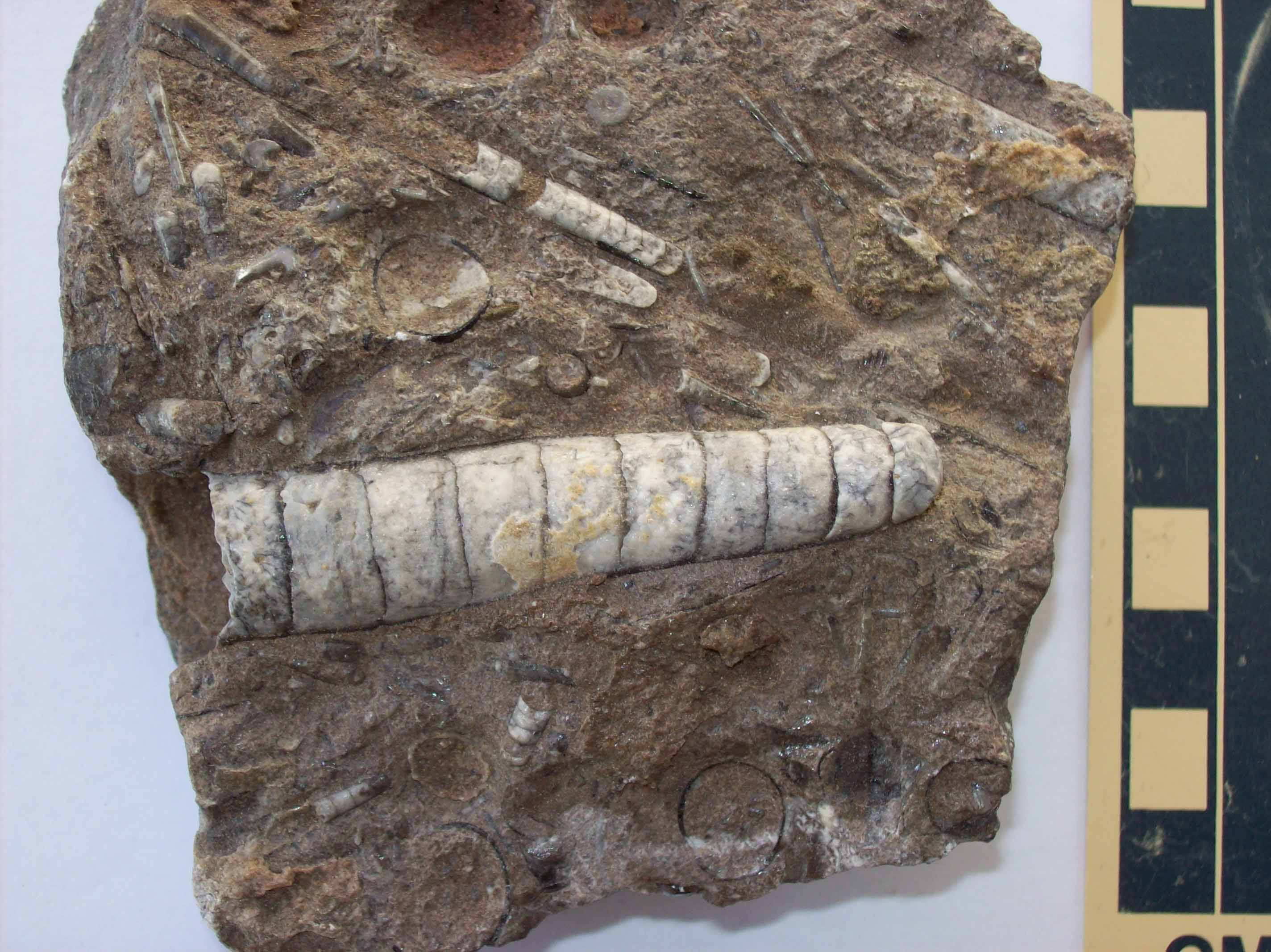
Fragment hlavonožcového vápence z mladšího siluru a raného devonu (Erfoud, Maroko)

### Bazaltový (diabasový) tufit
Mezi mnoha různými sedimenty, které byly v lomu Kosov nalezeny, se objevil i tzv. bazaltový (diabasový) tufit datovaný do svrchního siluru, stupeň ludlow, kopaninské souvrství, stáří 420 milionů let. Tufit zde nalezený je jemnozrnný a má šedozelenou barvu. Jeho pukliny jsou vyplněny minerály nekovového vzhledu, většinou světlých barev, které jsou svojí chemickou podstatou soli kyseliny uhličité (uhličitany) a v geologické terminologii jsou označovány jako karbonáty. Tufit je hornina tvořící přechod mezi vyvřelými a usazenými horninami, geologickou terminologií se označuje jako vulkanosedimentární hornina nebo též pyroklastický sediment (obsahuje smíšený vulkanický i terigenní materiál). V Barrandienu během siluru probíhala intenzivní podmořská sopečná aktivita, během níž z velmi hlubokých přívodních drah vystupoval na mořské dno sopečný materiál bazaltového (čedičového) složení. Sopečný písek, popel a prach se usadil na dně moře, byl přeplaven vodou a smíšen s vápnitými usazeninami mořského dna, což dalo vzniknout bazaltovým čili diabasovým vrstvám tufitu.

Příklady tufitů (ilustrační fotografie)
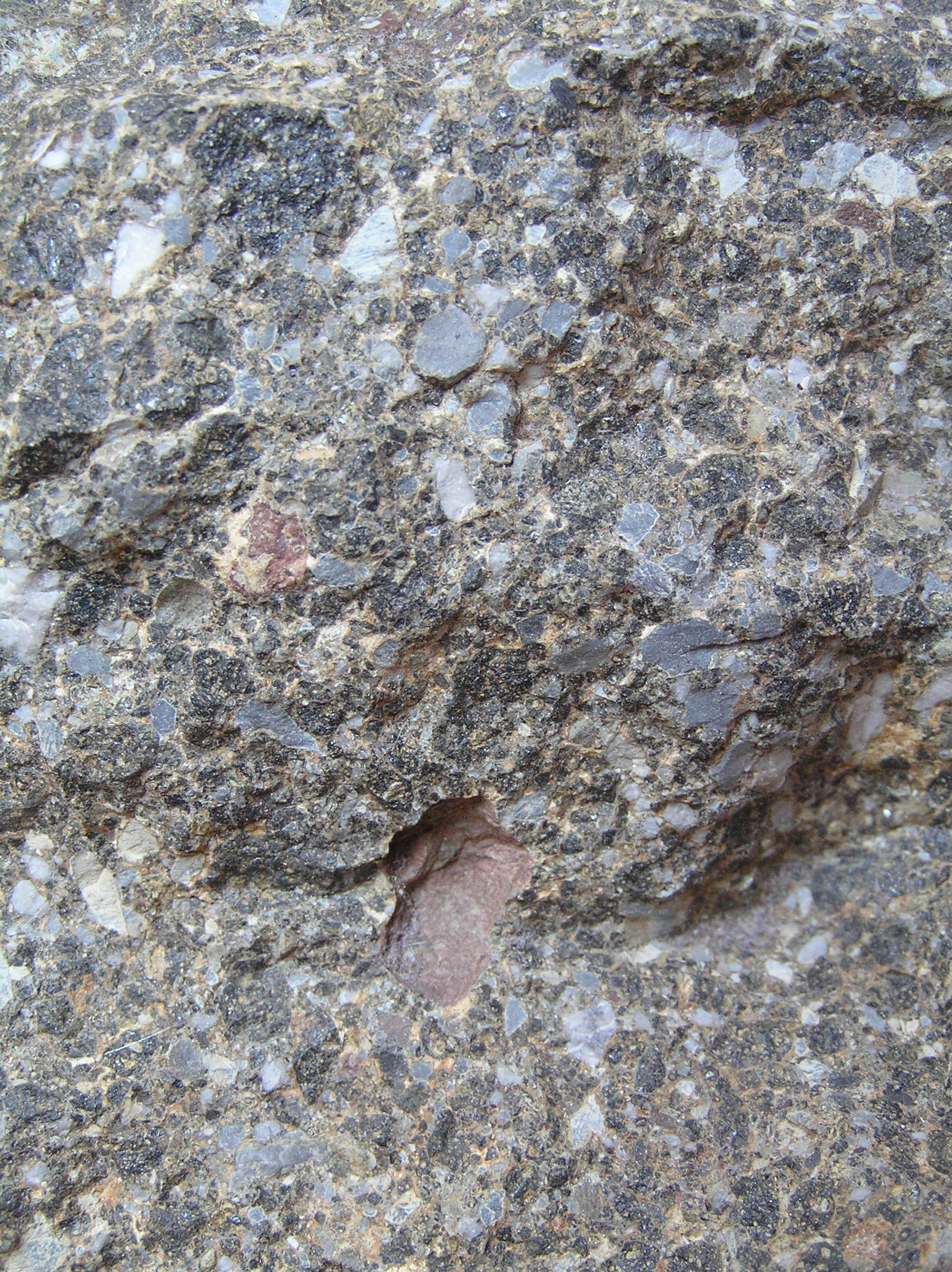
Tufit z Hohenbolu (Bádensko-Württembersko)
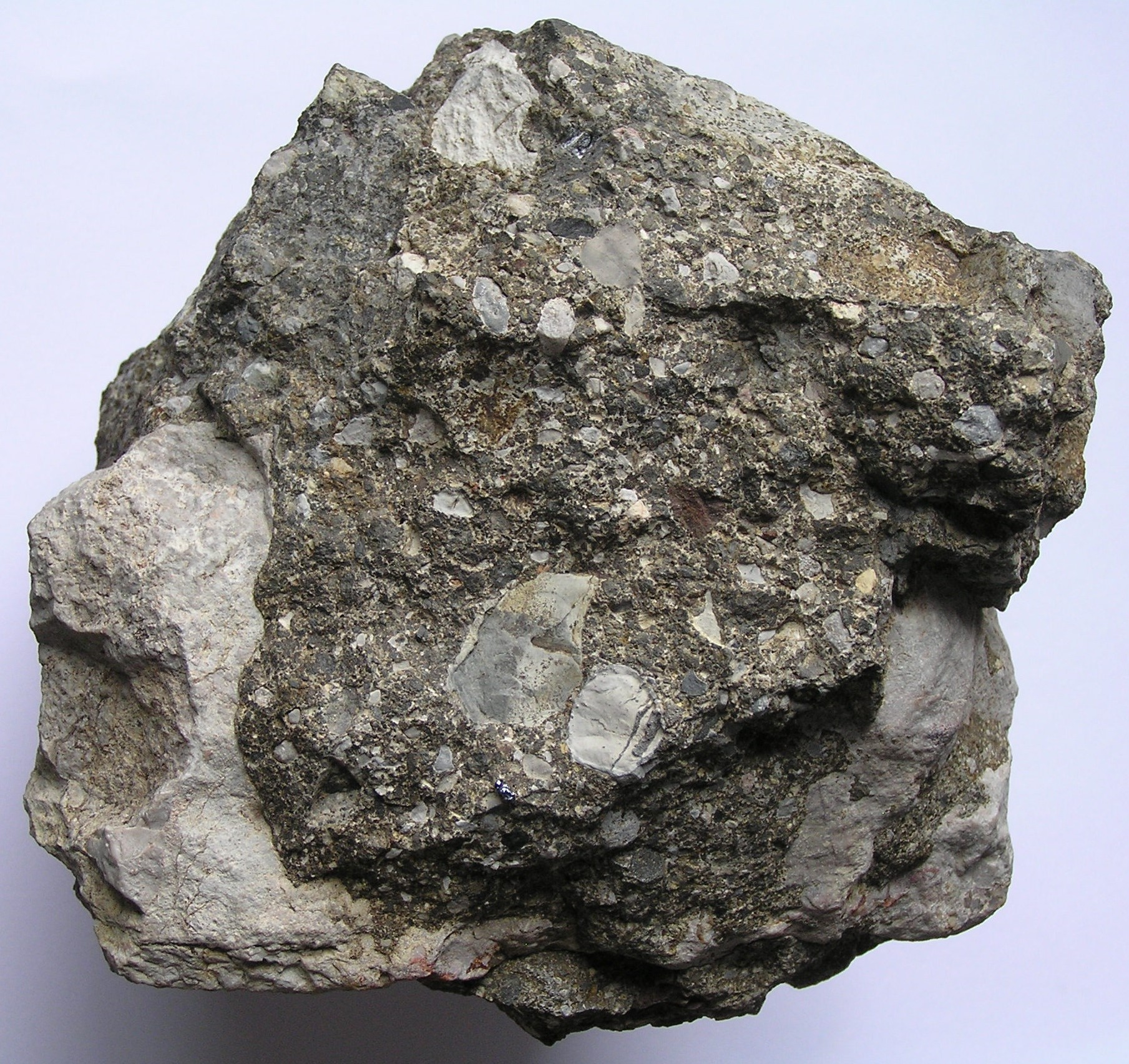
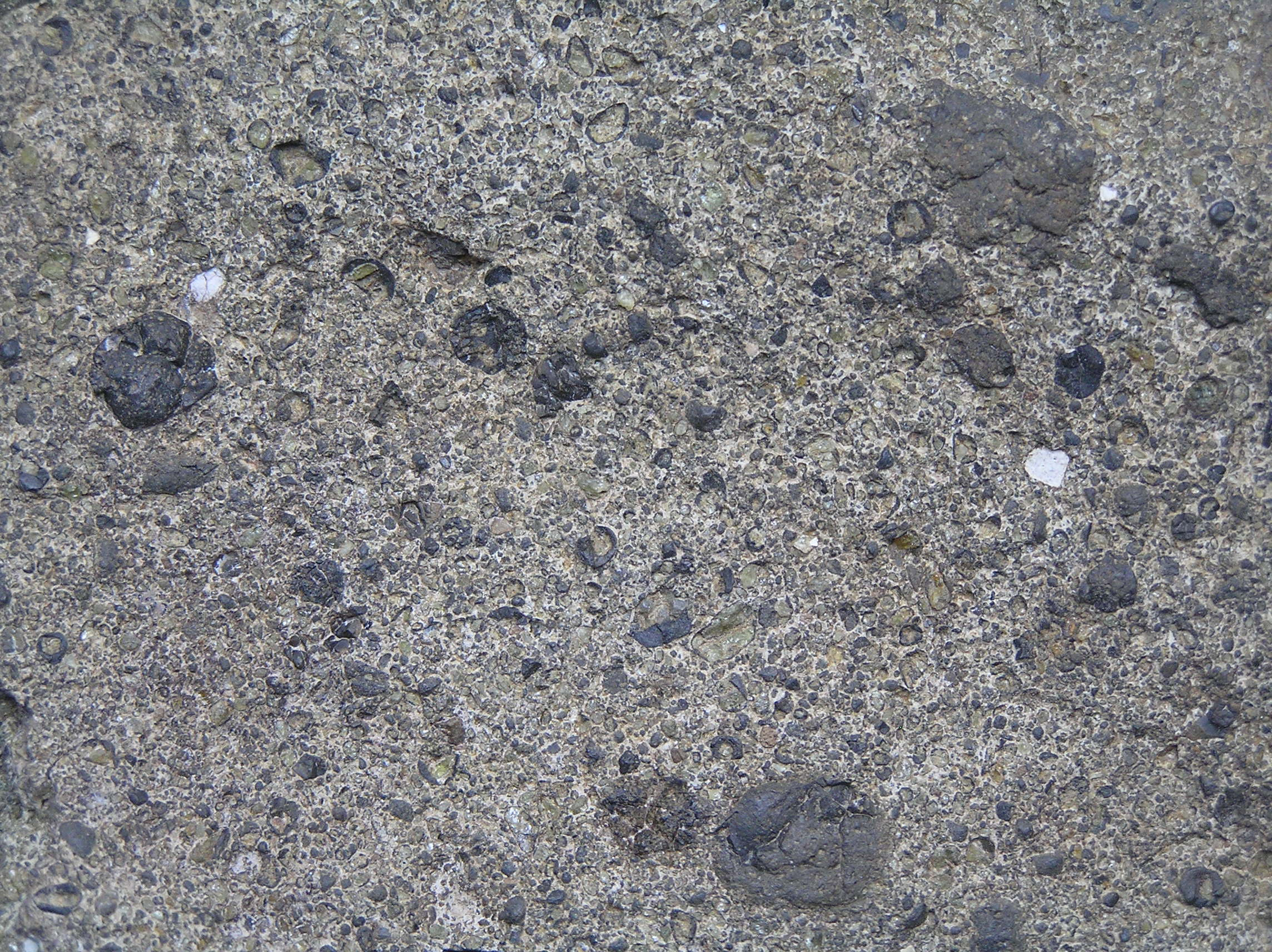
Tufit pocházející z německého kopce Calverbühl

### Vápence
Vápence v lomu Kosov jsou datované do svrchního siluru (stupeň přídolí, přídolské (požárské) souvrství; před 423 až 419,2 miliony let). Vápence přídolského souvrství jsou deskovité, tmavé, biomikritové (složené hlavně z velmi jemnozrnných karbonátových částic tzv. mikritu a z menšího množství úlomků organického původu) až organodetritické (složené hlavně z úlomků organického původu). V tomto typu vápenců jsou často přítomny vložky černošedých vápnitých břidlic. Vápence i břidlice obsahují četné zkameněliny mořských bezobratlých živočichů a nejstarší zbytky suchozemských cévnatých rostlin (rod Cooksonia).

Příklady vápenců (ilustrační fotografie)
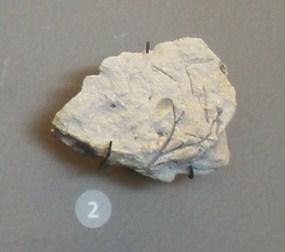
Zkamenělina vyhynulé rostliny Cooksonia (Musee d'Histoire Naturelle v Bruselu)
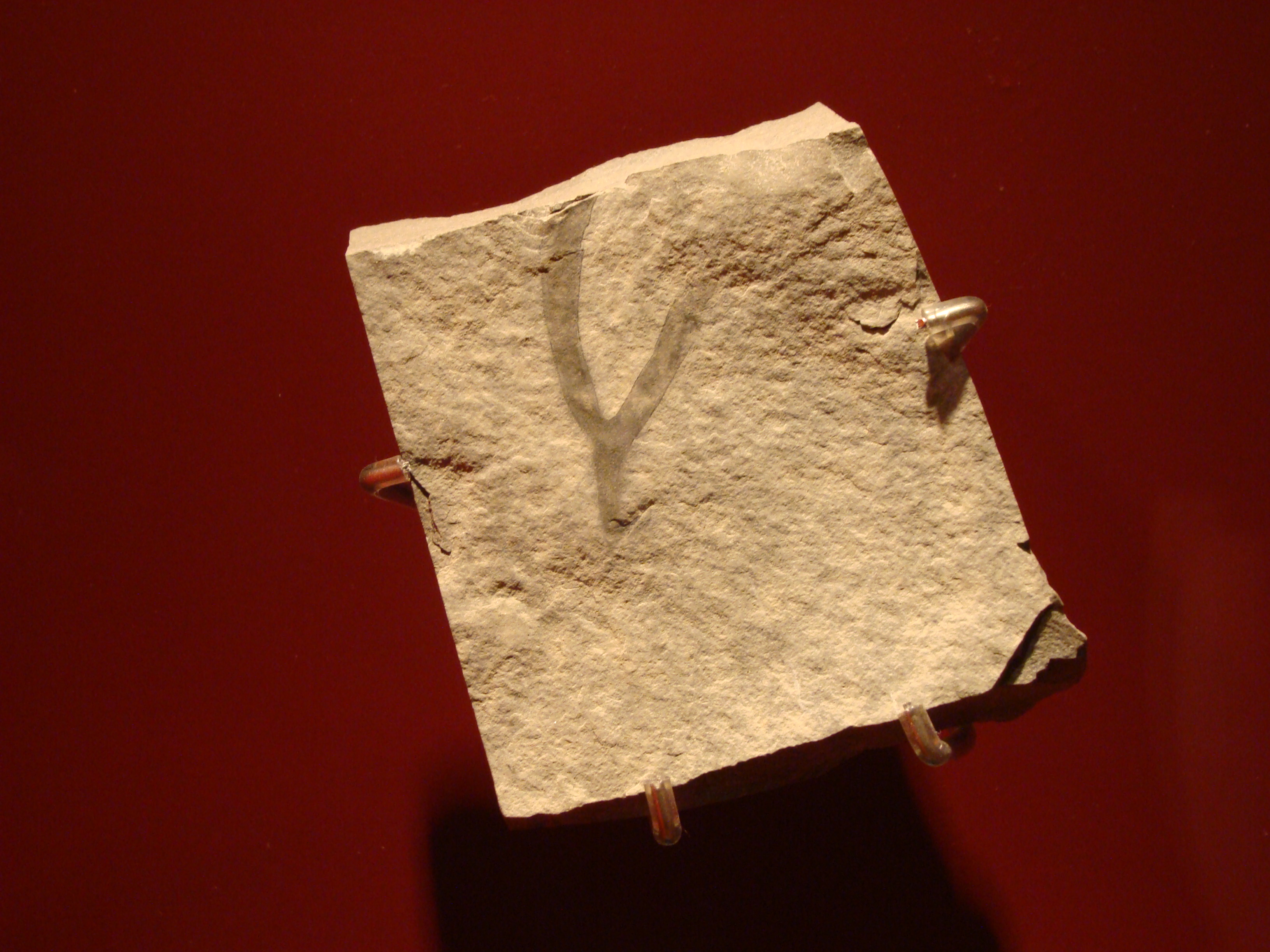
Fosilie Cooksonia ze silursko-devonského období (před 423-397 miliony let).
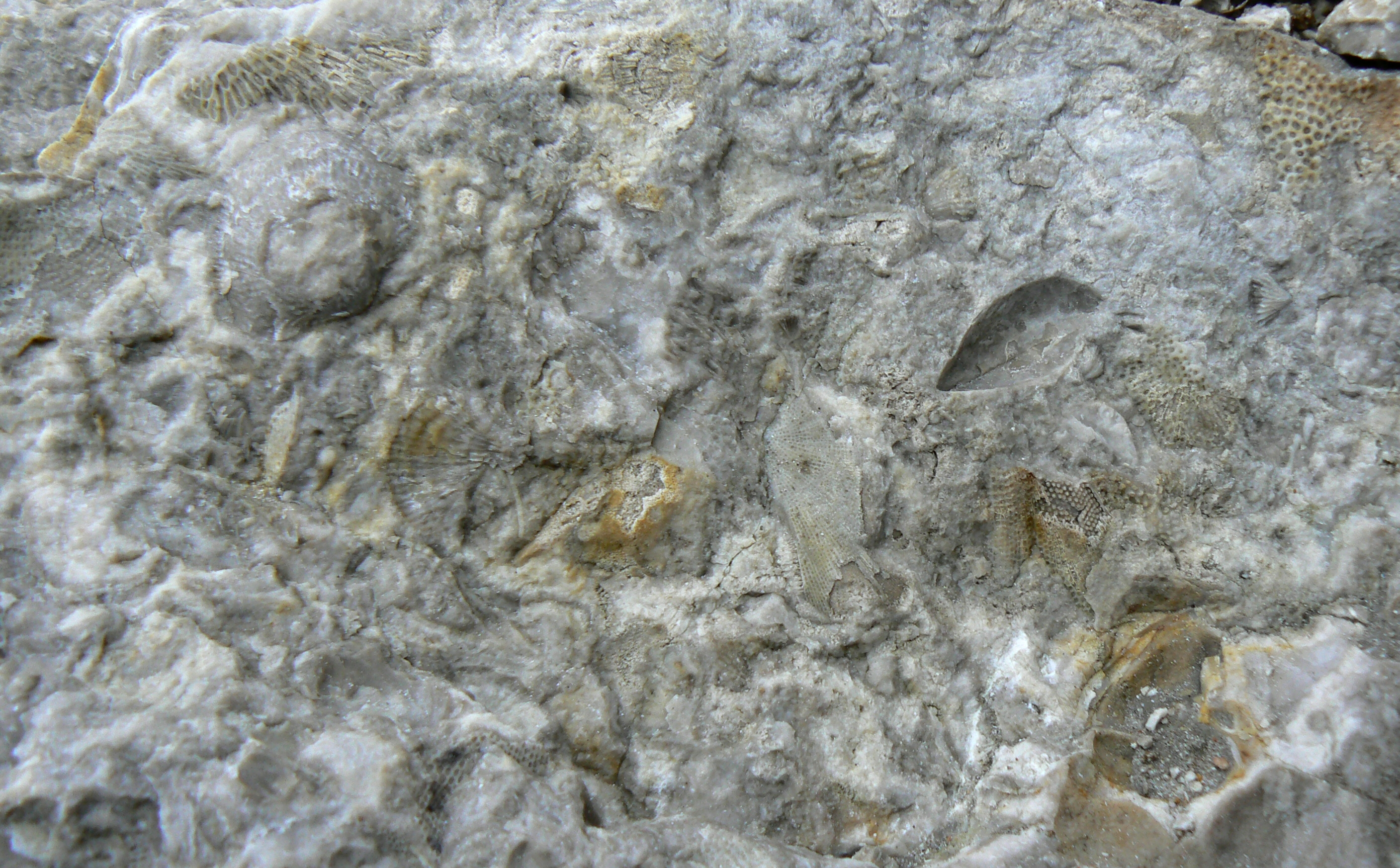
Koněpruský vápenec se zkamenělinami (NPP Zlatý kůň, okres Beroun)
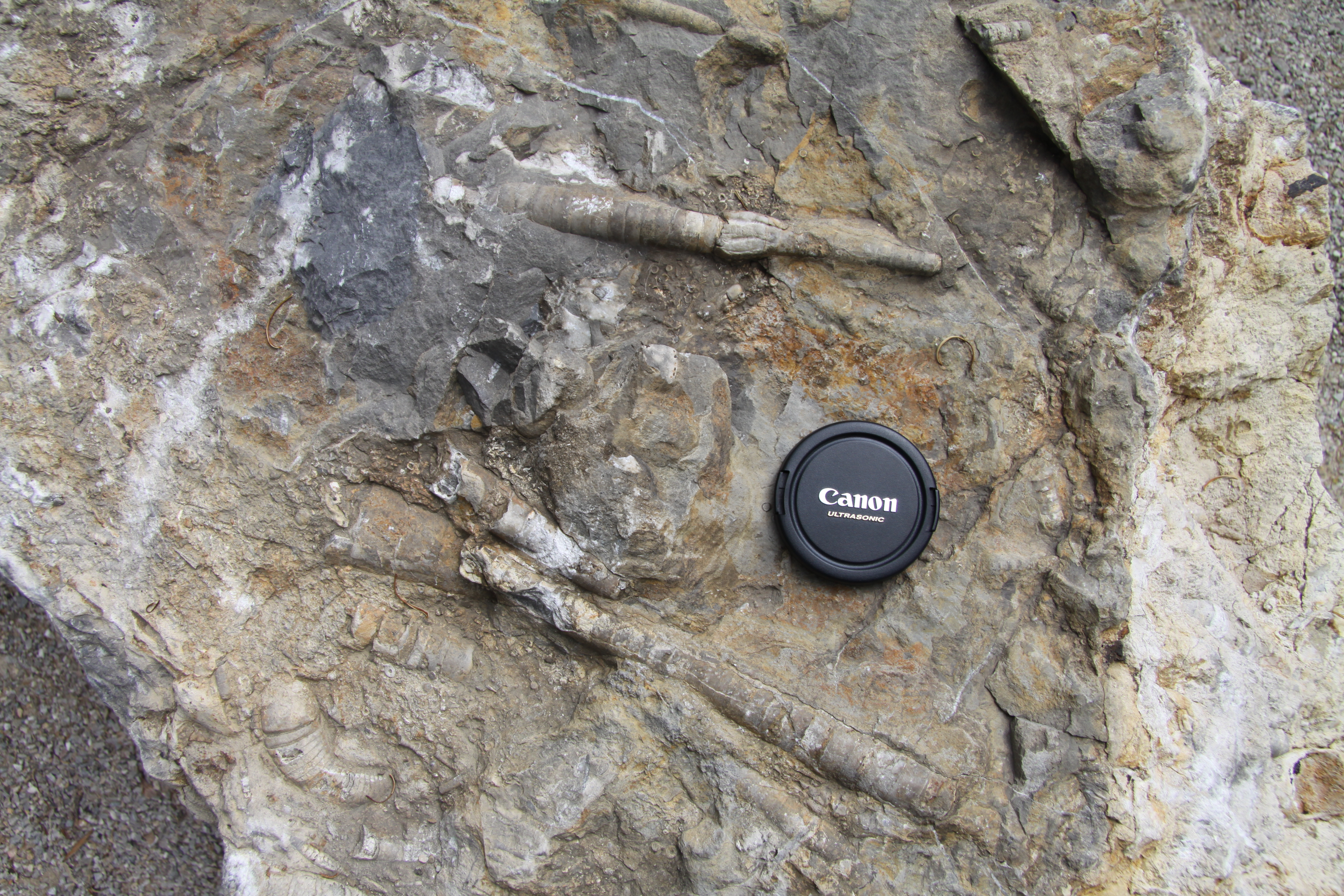
Vápenec v geoparku, botanická zahrada na Albertově, Praha

### Sopečné pumy
V lomu Kosov (ve spodní etáži i ve vyšších patrech) byly nalezeny i příklady sopečných pum (sopečných bomb). Jsou to kulovitá nebo oválná tělesa (černozeleně zbarvená) složená z pyroklastického materiálu vznikající při explozi vulkánu, kdy je do atmosféry vymrštěn kus žhavého magmatu, který se v atmosféře během letu zaoblí, získá vejčitý nebo kapkovitý tvar a během chladnutí za letu se na povrchu vytváří pevná schránka. Pokud dopadne takováto „puma“ do okolní přírody ještě v žhavém stavu, může (kromě úderu s destrukční kinetickou energií) způsobit požár. Vrstvenou strukturou často sopečná puma připomíná cibuli, protože se od vnitřního jádra, které tuhlo jako první, postupně zvětráváním odlupují další a další vrstvy. Sopečné pumy (hojné i dnes téměř u všech činných sopek) jsou připomínkou pravěké vulkanické činnosti. Ve skalním masivu lomu Kosov je názorně patrno střídání období klidných podmínek (sedimentace černých břidlic) se sopečnými výlevy (prezentovanými sopečnými pumami).

Příklady sopečných pum (ilustrační fotografie)
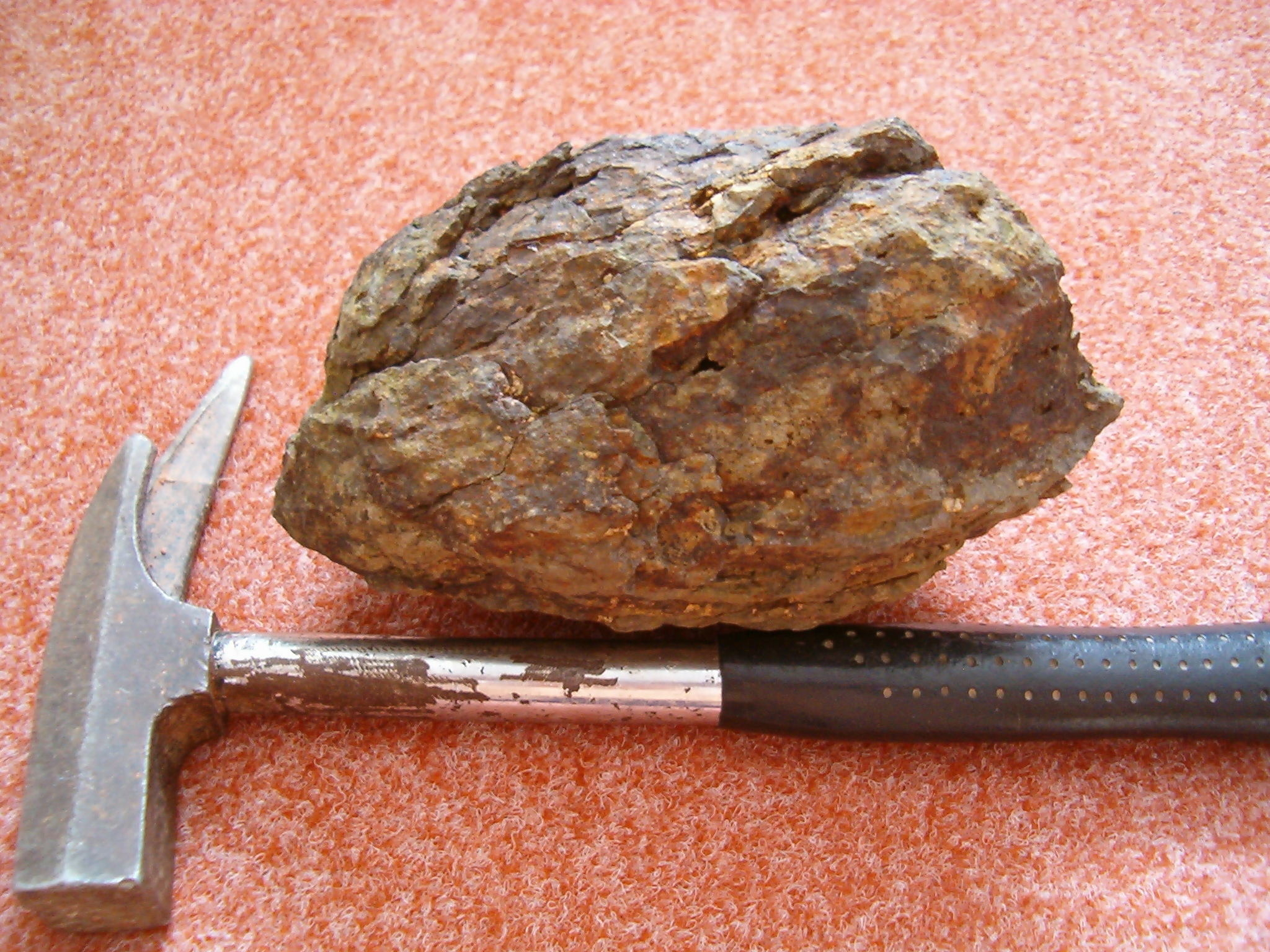
Ze štítové sopky poblíž Kladna
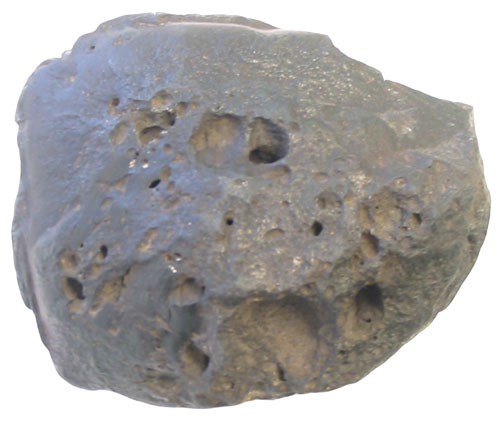
O průměru asi 10 centimetrů
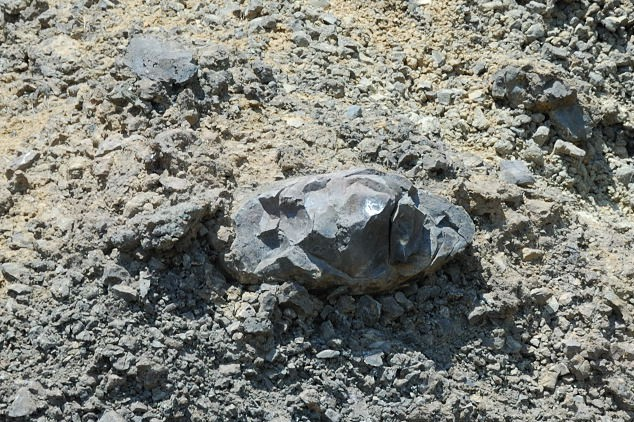
Nalezena na hoře sopečného původu Har Bental na Golanských výšinách
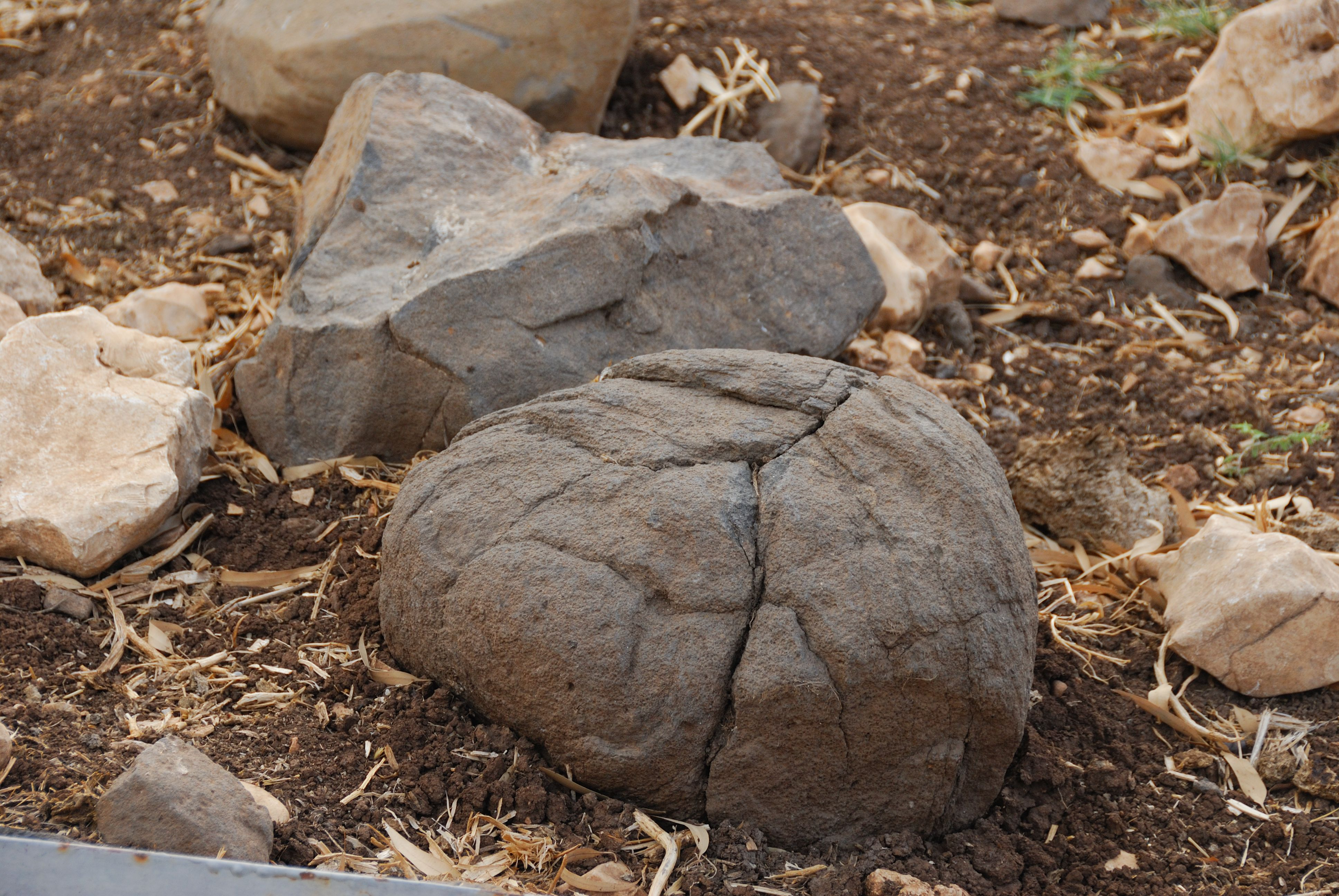
Ze sopky (Hattínských rohů), Galilea, severní Izrael

### Trilobiti
Ve větším množství se celé exempláře trilobitů vyskytují pouze v horní etáži lomu Kosov. V lomu Kosov byla nalezena celá řada trilobitů, nejčastěji druhy Acantalomina (Diacanthaspis) minuta („trnitý trilobit“) a Harpidella misera („štíhlý trilobit“). V tence vrstevnatých nazelenalých břidlicích se nacházejí drobné, většinou bíle fosilizované zbytky krunýřů trilobitů.